# CITY FOOTBALL STATION
CITY FOOTBALL STATION（シティ フットボール ステーション）は、栃木県栃木市岩舟町の栃木市岩舟総合運動公園内にあるサッカー専用スタジアム。略称はCFS。栃木シティFCの主要株主である日本理化工業所の全額負担で建設された民設民営施設で、栃木シティFCの運営会社である株式会社THE TOCHIGI CITY UNITEDが運営・管理を行う。

## 沿革
2018年12月3日、栃木シティFC（以下「栃木C」、旧称：栃木ウーヴァFC）の運営会社社長の大栗崇司（日本理化工業所代表取締役）が栃木市役所を訪れ、大川秀子市長に以下の7項目からなる要望書を手交した。
1. 栃木市内にサッカー専用スタジアムを整備し、幣〔ママ〕クラブのホームスタジアムとするとともに、地域に開かれたスタジアムとして活用を図りたい。
2. サッカー専用スタジアム整備に合わせ、その隣接地に天然芝のフルピッチ練習場を整備したい。
3. クラブの選手及びスタッフ等については、活動の利便性を確保し、地域に密着した活動を行うため、近隣に住環境を用意する必要があり、出来るだけ練習場に近い場所に寮等設備したい。
4. サッカー専用スタジアム利用者に対し、食を提供する場は必要と考えるため、レストラン等の飲食モールを設置したい。
5. スタジアムや飲食モールの整備・運営について、基本的に民間資金で行う方針であるが、地域のチームとして積極的に活動することとなるため、各種制度を活用した助成金や補助金を含めた財政支援をお願いしたい。
6. サッカー専用スタジアム運営には多くの人材が必要となるため、地元人材の活用を図るとともに、地元施設を活用して、専門学校開設等を含めた人材育成を行いたい。
7. 地域に密着したクラブとしてJリーグ参入を目指す当たり、地元自治体である栃木市との緊密な連携は必須条件となるため、当クラブへの派遣対応を含めた人的、組織的な支援をお願いしたい。

これらはJリーグ参入へ向けて行政によるクラブへの支援を求めたもので、特に1番目はスタジアム建設用地提供への協力要請のニュアンスを含むものであった。
栃木Cは2020年1月13日の地元説明会（栃木市岩舟文化会館）で計画を公表し、「日本一観客と選手の距離が近いスタジアム」を目指すと発表。同年3月に着工、翌年10月に完成予定とした。この計画に即す形で、栃木市は栃木市公園条例等を一部改正し、岩舟総合運動公園内にあった有料施設（野球場、陸上競技場、サッカー場）を廃止して受け入れ態勢を整えた。
2021年3月14日、栃木C対水戸ホーリーホックのオフィシャルトレーニングマッチで杮落としを迎えた。

## 施設概要
大栗によると、名称の「STATION」には「人が集まる（場所）」という意味を込めている。
栃木市岩舟総合運動公園のサッカー場・野球場を再造成したサッカーフィールド1面に4基の照明塔を有する。バックスタンド中央後方に設置された大型映像装置はメジャーリーグベースボールで高いシェアを誇りながら日本のサッカー場では初採用となるダクトロニクス製。屋根はメインスタンド中央部のみに架かる。観客席はチームカラーの白と紺に塗り分けられている。
ホーム側ベンチにはレカロ社製のシートを採用し、ゴール裏も手すり付きのコンクリート張りの立ち見席だが、アウェイ側ベンチは通常のベンチシートを用い、ゴール裏は芝生席とするなど、ホーム側とアウェイ側の差別化を強く意識した構造となっている。

### LUXPERIOR FOOTBALL PARK
LUXPERIOR FOOTBALL PARK（ラクスペリア・フットボール・パーク）は、栃木市岩舟町三谷1038-1にあるサッカーフィールドである。スタジアム（岩舟総合運動公園）から栃木県道282号中藤岡線を挟んで向かい側に所在する。「LUXPERIOR」は大栗崇司が立ち上げたアパレルブランドの名称。
フィールドは人工芝。スタンドはない。クラブハウスが併設され、練習場や試合会場として用いられる。

## 固定資産税などの減免をめぐる訴訟
本スタジアムの整備にあたっては、市と栃木Cとの間で完成後の固定資産税と公園使用料を市が最大で10年間全額免除する内容の覚書を交わしていたこと や、工事にあたって公園の目的外利用を禁ずる関連条例の改正が後手に回っていることが市議会の一部から批判された。市議会では最終的に9月定例会で市側の陳謝とともに改正案が提出され、賛成多数で可決された。
スタジアム完成後の2021年5月21日、日本共産党の早乙女利次を代表とする栃木市民50人による原告団が、同市と市長の大川を相手取り、固定資産税免除の差し止めと建設期間中の公園使用料免除の違法性の確認を求めて宇都宮地方裁判所に提訴した。市側はスタジアムの有する公益性を元に手続きの妥当性を訴えたが、2022年1月27日に行われた判決公判で宇都宮地裁の大寄久裁判長は「客観的な根拠のある事実を基礎とした合理的な将来予測とは認められない」と判断し、翌年度から適用される固定資産税減免を差し止め、公園使用料の減免措置を違法とする判決を言い渡した。これに対して、栃木市は判決を不服として東京高裁に2月8日付で控訴した が、2023年10月18日に行われた控訴審で東京高裁（梅本圭一郎裁判長）は市側の控訴を棄却する判決を出した。
栃木市は上告を断念した上で、日本理化工業所に2ヶ年分の固定資産税約600万円と4ヶ年分の公園使用料約4739万円を請求すると発表した。
日本理化工業所は市に対し支払いを始めたが、免除を約束した覚書不履行を理由として、栃木市に対し10年間分の固定資産税および公園使用料にあたる1億6700万円あまりの損害賠償を求めて訴訟を起こした。

## アクセス
- JR両毛線岩舟駅から徒歩約30分[3]
  - 試合時は岩舟駅から徒歩約15分の五十畑石材工業よりシャトルバスが発着する
- JR両毛線岩舟駅から車（タクシー）で約5分[3]
- 東北自動車道 佐野藤岡ICから車で約10分[3]
- ふれあいバス「遊楽々館」下車すぐ

## ギャラリー

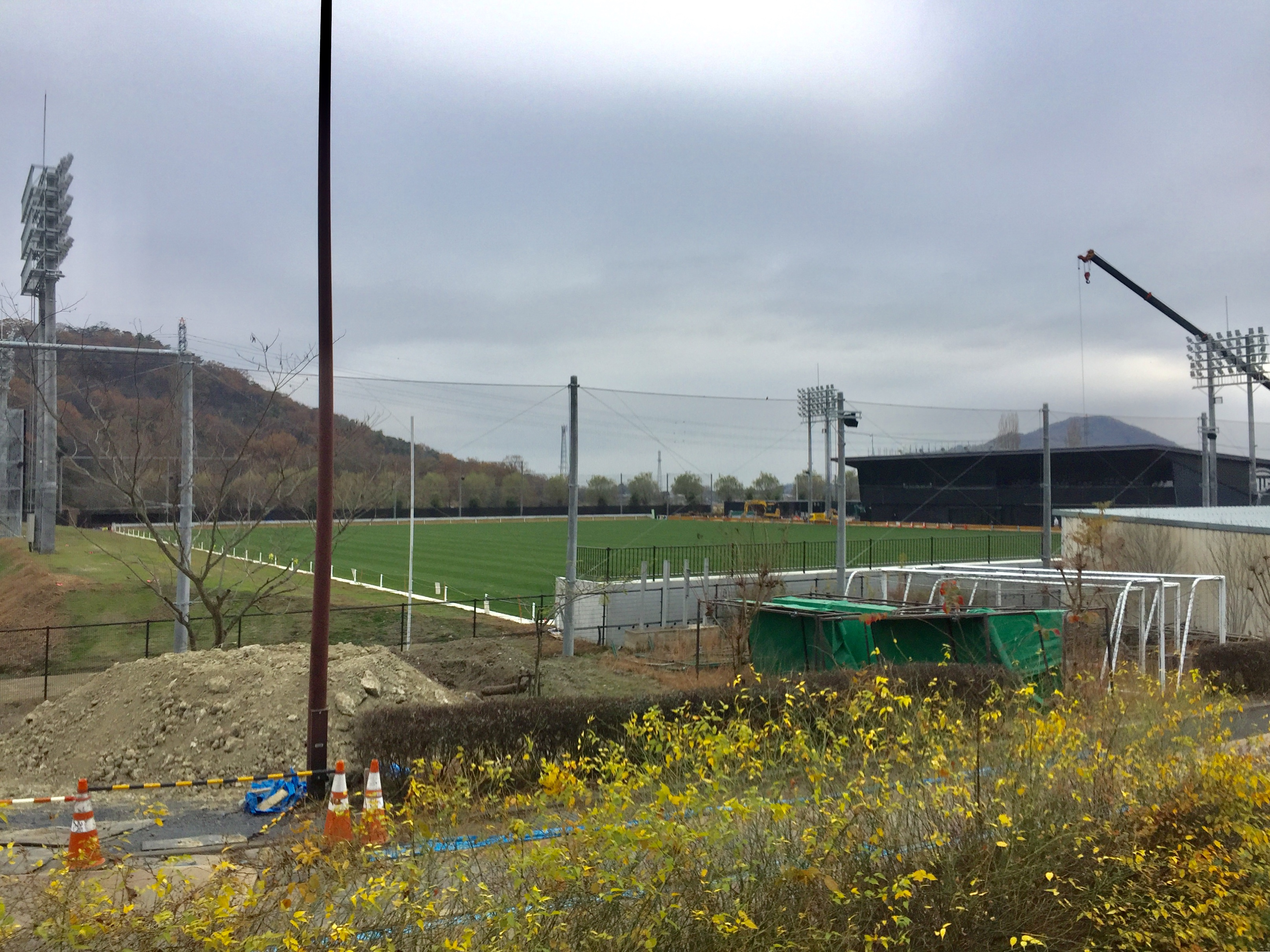
建設中の様子（2020年12月）
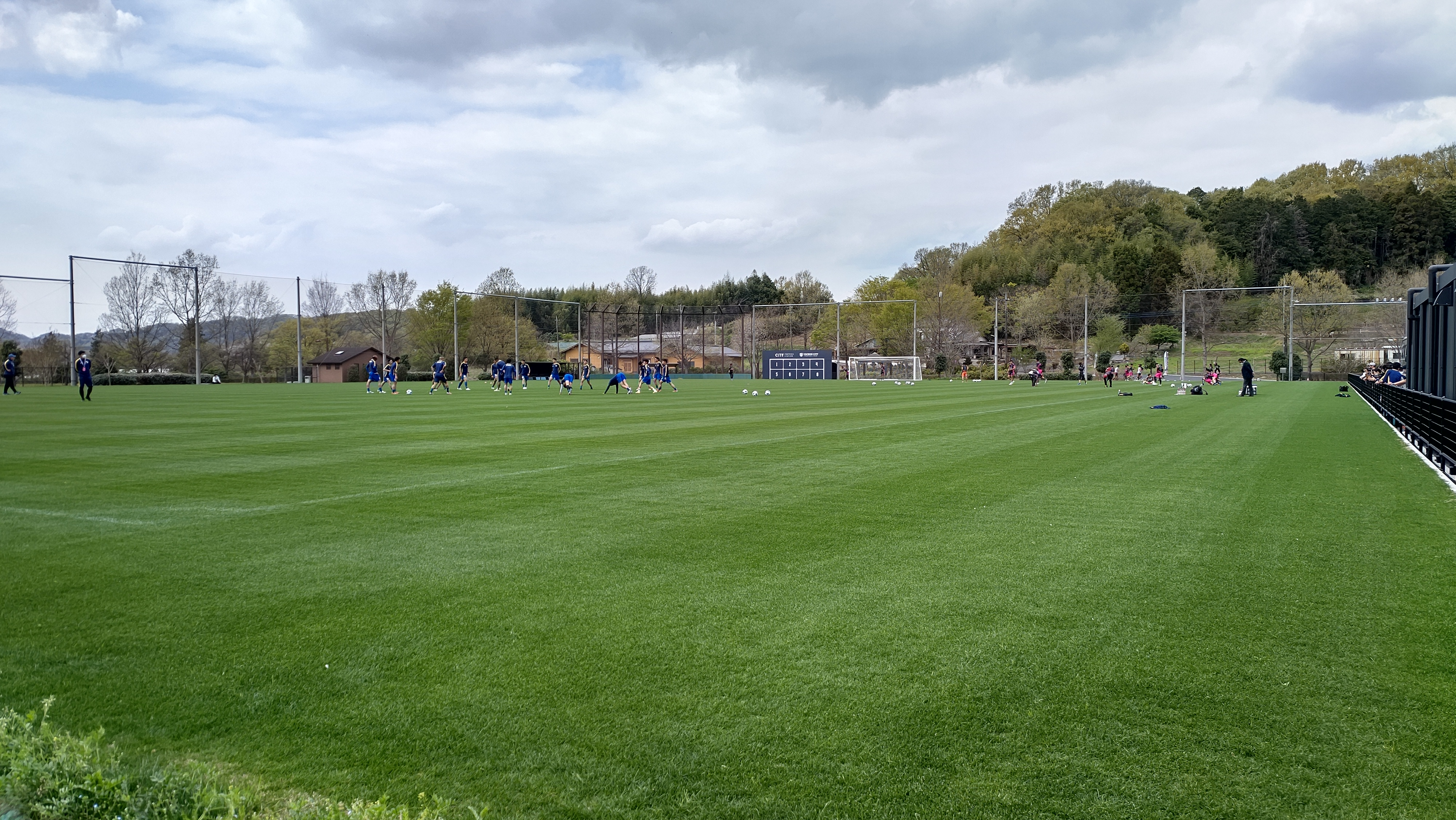
サブグラウンド
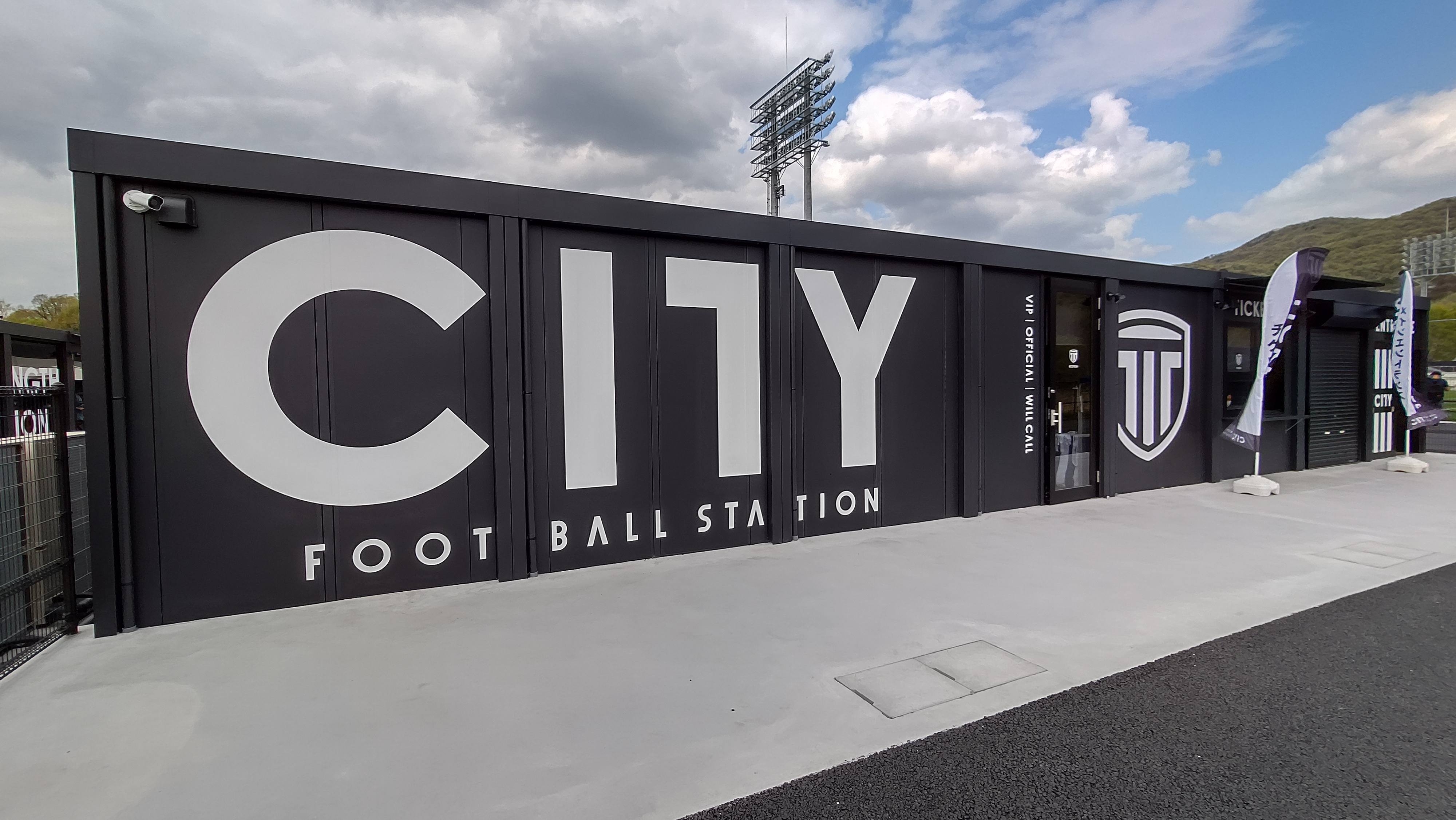
入場口
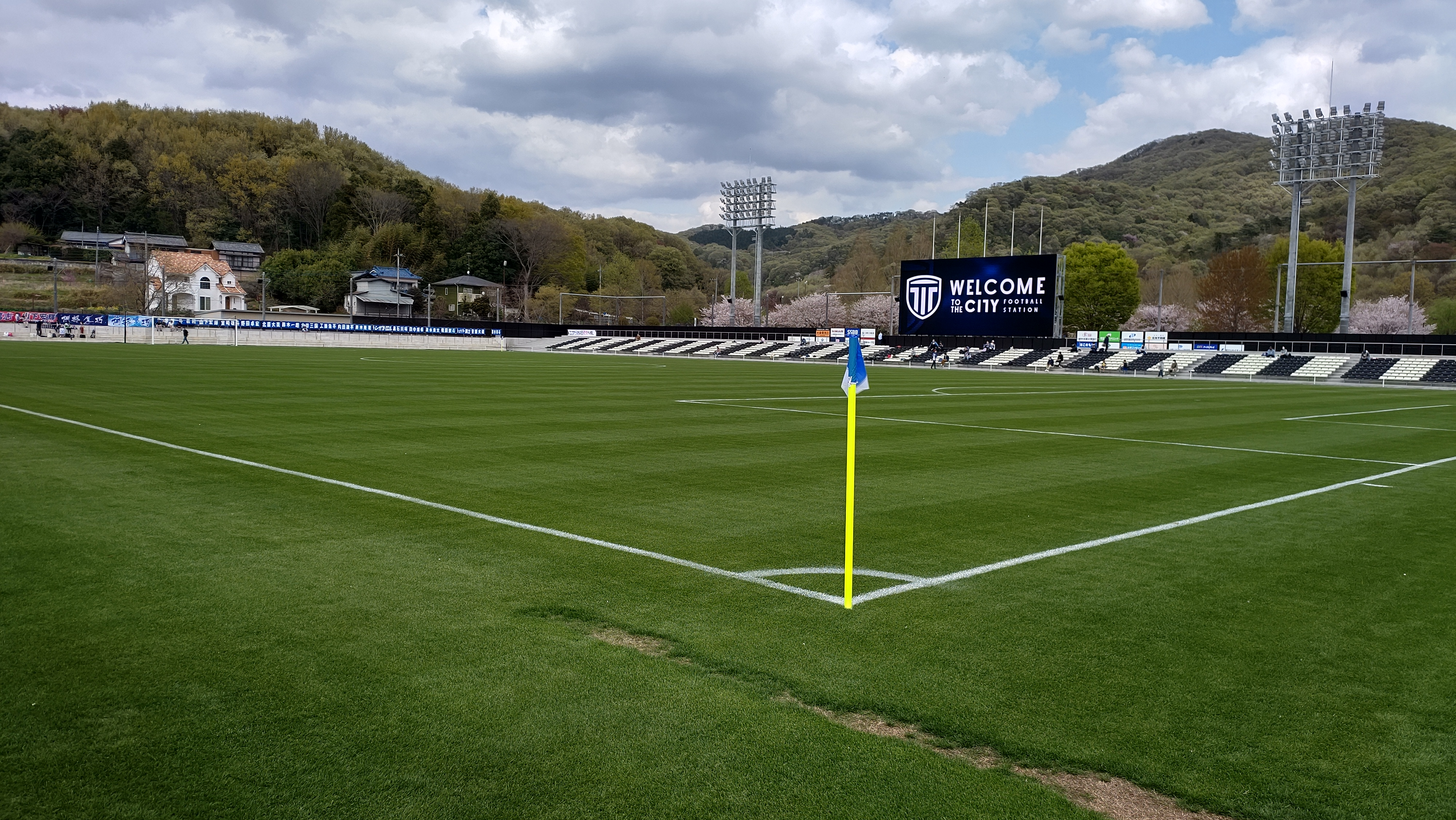
バックスタンド
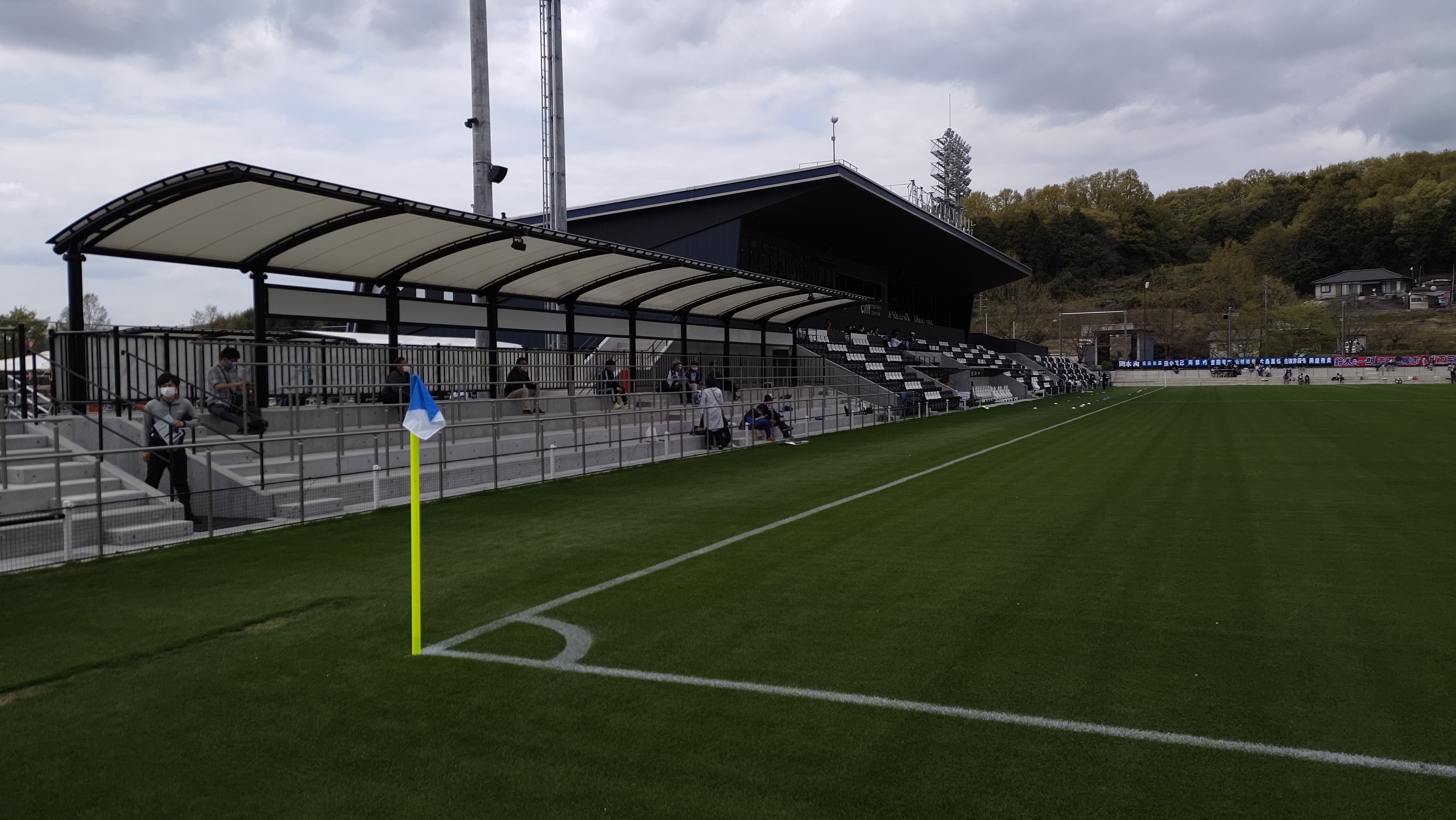
メインスタンドアウェイ側
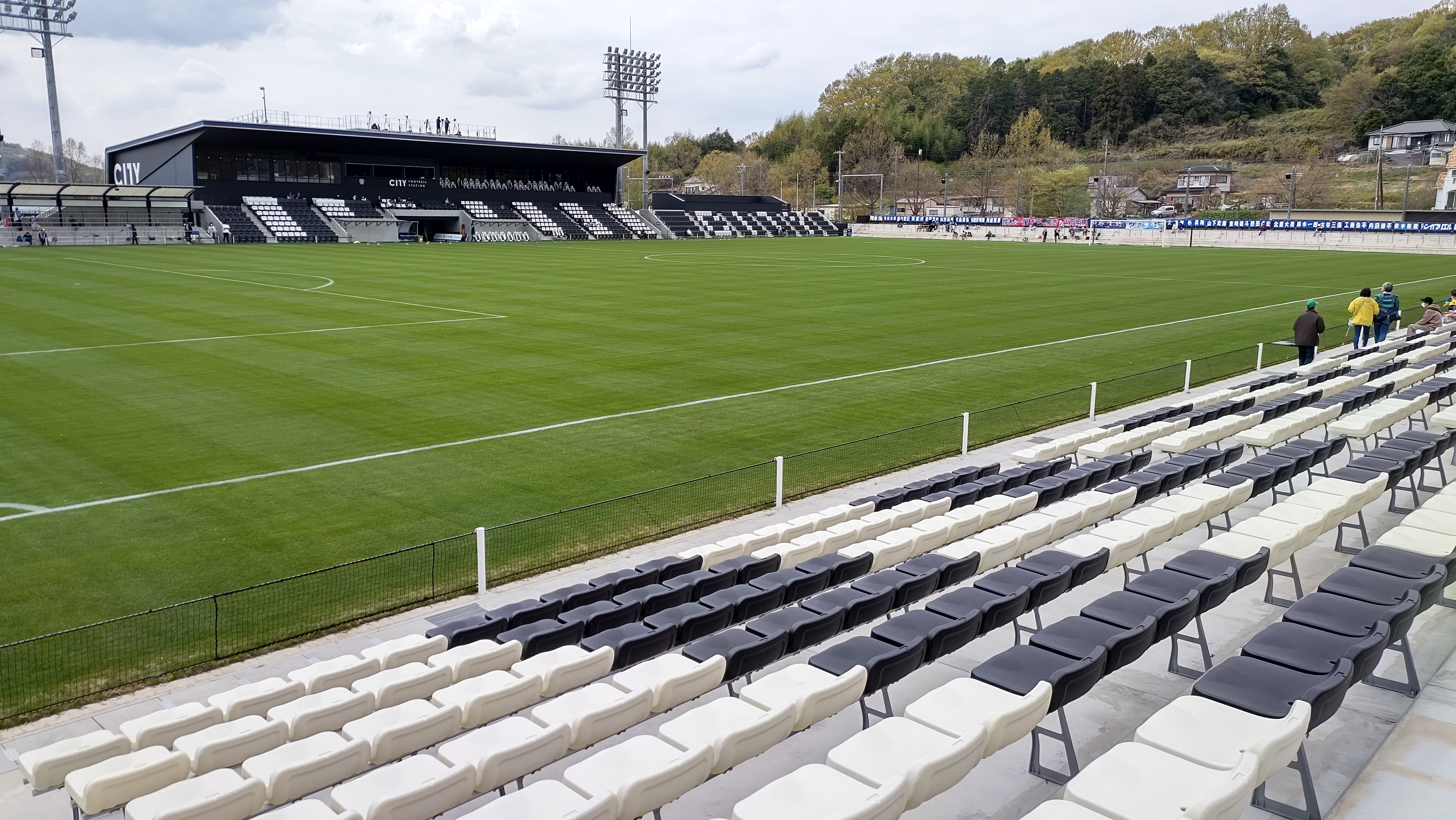
メインスタンド建屋
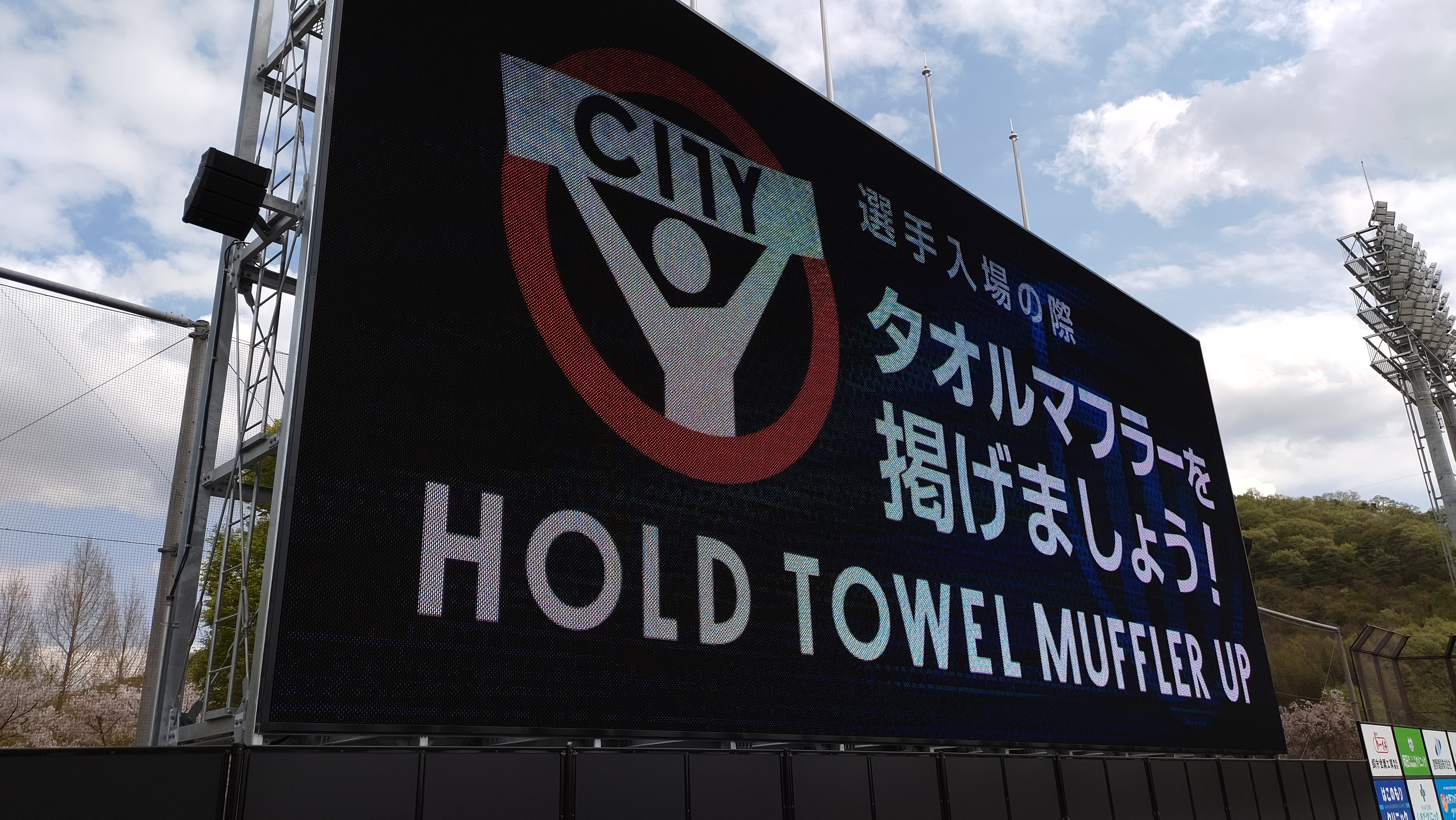
大型画像表示装置